# Ḩabībābād (ort i Iran)
Ḩabībābād (persiska: حبیب آباد) är en ort i Iran.   Den ligger i provinsen Esfahan, i den centrala delen av landet, 300 km söder om huvudstaden Teheran. Ḩabībābād ligger 1 560 meter över havet och antalet invånare är 9 078.
Terrängen runt Ḩabībābād är en högslätt. Runt Ḩabībābād är det ganska tätbefolkat, med 144 invånare per kvadratkilometer. Närmaste större samhälle är Dowlatābād, 8,3 km väster om Ḩabībābād. Trakten runt Ḩabībābād är ofruktbar med lite eller ingen växtlighet.